# Corinthus
Corinthus is een geslacht van wantsen uit de familie van de Tingidae (Netwantsen). Het geslacht werd voor het eerst wetenschappelijk beschreven door William Lucas Distant in 1920 .

## Soorten
Het genus bevat de volgende soorten:

- Corinthus plumensis Guilbert, 2002
- Corinthus typicus Distant, 1920